# Elecciones estatales de Sarawak de 1983
Las elecciones estatales de Sarawak de 1983 tuvieron lugar entre el 28 y el 29 de diciembre del mencionado año con el objetivo de renovar los 48 escaños de la Asamblea Legislativa Estatal, que a su vez investiría a un Ministro Principal para el período 1983. Al igual que todas las elecciones estatales de Sarawak desde 1979, se realizaron en desfase con las elecciones federales para el Dewan Rakyat.
La legislatura se disolvió anticipadamente el 8 de diciembre, más de un año antes de su disolución definitiva, que hubiera sido el 15 de diciembre de 1984. A diferencia de las anteriores elecciones, que tardaron ocho días en realizarse, en esta ocasión solo tomó dos días debido a las amplias mejoras logísticas en materia de comunicación y transporte implementadas por el gobierno del nuevo Ministro Principal, Abdul Taib Mahmud, del Barisan Nasional, oficialista a nivel federal.
El Barisan Nasional ganó tres escaños sin oposición, por lo que solo 45 fueron disputados. De este modo, 505.872 votantes registrados pudieron votar, con 367.060 votantes (72.56%) emitiendo sufragio. El Barisan Nasional obtuvo 30 escaños, conservando el control de la legislatura pero perdiendo la mayoría de dos tercios y la mayoría absoluta del voto popular, con solo el 46.21%. El Partido Nacional de Sarawak (SNAP) obtuvo solo el 12.95% y 8 escaños, perdiendo la mitad de su representación parlamentaria. Una nueva formación, el Partido Popular Nativo de Sarawak, obtuvo el 9.34% y 6 escaños. Aunque el Partido de Acción Democrática (DAP), obtuvo el 8.66% de los sufragios, no ganó ningún escaños. Los candidatos independientes lograron 4 representaciones, de 80 candidaturas no partidistas presentadas.

## Contexto
La crisis de liderazgo de 1983 del Partido Nacional de Sarawak (SNAP, un partido componente de BN) provocó el surgimiento de un partido del Parti Bansa Dayak Sarawak (PBDS) o Partido Popular Nativo de Sarawak, una escisión del SNAP. Sin embargo, el ministro Principal Abdul Taib Mahmud decidió aceptar al PBDS en la coalición BN. Esto causó una protesta del liderazgo del SNAP contra Taib. Ambos partidos, SNAP y PBDS, no estaban dispuestas a comprometer ninguno de sus asientos. Por lo tanto, Taib decidió permitir que SNAP y el PBDS compitieran entre sí fuera de la coalición con sus propios símbolos. Las únicas competiciones serias, por lo tanto, fueron en los escaños que se disputaron el SNAP y el PBDS. En general, esta elección se llevó a cabo de manera pacífica y ordenada, excepto por los enfrentamientos entre el candidato del PBDS y los funcionarios electorales en la circunscripción Nº35, Machan. Finalizada la elección, el SNAP y el PBDS regresaron a la coalición, asegurando el retorno de la mayoría de dos tercios del BN.

## Resultados
|  | 46.21 % |

|  | 12.95 % |

|  | 9.34 % |

|  | 8.66 % |

|  | 0.70 % |

|  | 22.14 % |